# Rundfunkversuchsordnung
Die Rundfunkversuchsordnung (kurz: RVO) war eine im Jahr 1982 vom Schweizerischen Bundesrat erlassene Ordnung mit dem Ziel, privaten Radio- und Fernsehstationen sogenannte Rundfunkversuche in der Schweiz zu erlassen. Bis dahin hatte die Schweizerische Radio- und Fernsehgesellschaft (SRG) das Monopol in der Produktion von Fernsehen und Radio in der Schweiz inne. Der Bundesrat reagierte mit der Einführung der RVO auf die zunehmend aufkommende Radiopiraterie in der Schweiz.
Mit der RVO sollten nun auch private Medienanbieter Gelegenheit erhalten, elektronische Medien zu veranstalten. Diese Versuche sollten sich auf lokale Radio- und TV-Projekte beschränken. Beim Radio waren dabei 15 Minuten Werbung pro Werktag erlaubt, bei den TV-Programmen war Werbung verboten. Daneben mussten die Betreiber der Rundfunkstationen während der insgesamt fünf Jahre dauernden Versuchsphase eine Begleituntersuchung durchführen. Daraus erhoffte sich das damalige Eidg. Verkehrs- und Energiewirtschaftsdepartement EVED (heute: UVEK) Aufschlüsse über die Auswirkungen der privaten Rundfunkprogramme auf die Gesellschaft herauszufinden. Im November 1983 erteilte der Bundesrat insgesamt 53 Versuchskonzessionen an 36 Lokalradiosender, 4 Radio-Kleinversuche, 7 TV-Versuche und 3 Bildschirmdienste sowie für ein drittes Programm der SRG. Die verschiedenen ursprünglichen Bestimmungen der RVO wurden aufgrund finanzieller Probleme vieler privater Lokalradios mehrmals gelockert. Die RVO wurde mit der Annahme eines Verfassungsartikels im Jahr 1984 und dem ersten Bundesgesetz über Radio und Fernsehen 1991 (kurz: RTVG 1991) verfassungs- und gesetzmässig abgesichert. Das RTVG trat am 1. April 1992 nach fast zehnjähriger Versuchsphase der RVO in Kraft. Die RVO wurde damit obsolet.